# Менетрие, Эдуард Петрович
Эдуард Петрович Менетрие (Менетриэ, фр. Édouard Ménétries, 2 [14] октября 1802 год — 10 [22] апреля 1861 год) был первым в России профессиональным энтомологом, получавшим жалование именно за эту работу. Насекомых изучали некоторые университетские профессора, но платили им за преподавание.

## Биография
Менетриэ родился в Париже, в юности учился у великого Кювье и одного из «отцов энтомологии» П. Латрейля. По их рекомендации, в 1821—1825 гг. участвовал в экспедиции русского академика Г. И. Лангсдорфа в Бразилию, приобрел там большой опыт полевой работы и подготовил ряд статей по зоологии. После возвращения из Бразилии, он отправился в Петербург по приглашению и занял должность «препаратора при Кунсткамере, под названием консерватора» (то есть хранителя её зоологических коллекций)[прояснить] . С предоставлением казённой квартиры и жалованием в 2500 рублей ассигнациями в год.
В России, его первым и большим путешествием была поездка на Кавказ в 1829-1830 годах. Эта академическая экспедиция была организована по инициативе члена Академии, генерала Эммануэля, который командовал войсками на кавказских линиях. К экспедиции присоединились: физик академик А. Я. Купфер, физик Э. Х. Ленц и ботаник К. А. Мейер. Члены экмпедиции прибыли в укрепление Ташкепюр на реке Малка, где распологался штаб генерала Эммануэля.
Там к ним присоединился Эммануэль с сыном и ещё несколько человек. Под прикрытием 650 солдат, 350 казаков и двух орудий экспедиционный отряд отправился к Эльбрусу и разбил базовый лагерь у его подножия. 9 (21) июля было предпринято двухдневное восхождение на Эльбрус. В первый день учёные дошли до границы вечных снегов, а на второй день начали штурм вершины.
Взойти на неё им не удалось — когда они достигли 4700 м, солнце размягчило снеговой покров и сделало дальнейшее продвижение почти невозможным. До вершины дошёл только один из проводников, кабардинец Килар Хаширов. Затем, в течение месяца экспедиция исследовала Приэльбрусье, собрав там большой научный материал, после чего вернулась в Пятигорск. Там группа получила новую академическую инструкцию, которая поручала Ленцу, Мейеру и Менетриэ продолжать путешествие с целью изучения Каспийского побережья до границ Персии.
В конце августа они выехали из Пятигорска и прибыли в крепость Грозную (ныне Грозный), а оттуда в конце октября выехали с казачьим конвоем в Хасавюрт, переправились через Сулак, вышли к побережью Каспия и через Дербент и Кубу 9 (21) декабря добрались до Баку. Зимой они изучали грязевые вулканы и выбросы нефти и газа, на Апшеронском полуострове. 27 апреля (9 мая) 1830 г. Менетриэ и Мейер верхами выехали из Баку на юг через Сальяны, южную часть Муганской равнины и побережье залива Кызыл-Агач. Через 20 дней они прибыли в Ленкорань. Там они экскурсировали в интереснейших по фауне и флоре низменных и предгорных лесах, а затем совершили месячную экскурсию в горы — в Зувандскую котловину, где провели богатые энтомологические сборы. Когда в конце июня они вернулись в Ленкорань, там свирепствовала эпидемия холеры и они поспешили уехать в Баку, а затем в Кубу, откуда совершили подъём до субальпийской зоны на склоны гор Шахдаг и Бешбармак. В Кубе их вновь настигла холера. Они добрались до Пятигорска, в середине октября выехали оттуда, но из-за распутицы и холерных карантинов лишь в конце декабря вернулись в Петербург.
Уже в 1831 г. Менетриэ опубликовал «Аннотированный каталог объектов зоологии, собранных во время путешествия по Кавказу до существующих границ с Персией». Этот первый крупный научный труд, специально посвященный фауне Кавказа, содержал описания нескольких сотен видов кавказских насекомых, главным образом жуков и бабочек; он до сих пор сохранил значение одного из первоисточников изучения животных Кавказа.
В Петербурге работу куратора Менетриэ начал с полной реорганизации имеющихся коллекций. До его поступления в Кунсткамеру способ постановки коллекции насекомых был абсолютно ненаучным. Их выставляли в ящиках со стеклянными крышками, группируя таким образом, чтобы в центре помещалось какое-нибудь крупное и красивое насекомое — бабочка или жук, вокруг которого по радиусам и, по возможности, симметрично располагались различнейшие виды. У центра каждый радиус начинался мелким насекомым, за которым к периферии шли все более и более крупные, так что ящик заполнялся целиком. При такой постановке не могло быть и речи о научном значении коллекции, в которой даже отряды были перемешаны самым причудливым образом — по эстетическим представлениям составителя таких ящиков. Этикеток с определениями насекомых не было, обычно отсутствовали и данные о их происхождении.
Менетриэ разделил коллекцию по отрядам, определил, что было возможно, и разместил в систематическом порядке. Большую часть материала, не имеющую этикеток и пострадавшую от вредителей, плесени и пыли, пришлось просто выкинуть.
Когда в 1832 г. был официально открыт Зоологический музей Академии наук, Менетриэ назначили хранителем его энтомологических коллекций. На этой должности он оставался до конца жизни. Основой новой коллекции Зоомузея послужили экземпляры, собранные Менетриэ в Бразилии и на Кавказе, далее — богатая коллекция Гуммеля, состоявшая почти исключительно из насекомых Петербургской губернии, и небольшие, но интересные материалы из окрестностей Иркутска.
Жить и работать Менетриэ было сложно. Жалованье росло медленно. Менетриэ подрабатывал, давая уроки естествознания в Смольном институте благородных девиц и в других учебных заведениях. В 1855 г. его избрали членом-корреспондентом Академии наук, но тогда это не давало никаких материальных благ. В музее он не имел даже препаратора, а в 30-х-50-х годах туда поступали обширные зоологические материалы из разных частей Российской империи, вплоть до Русской Америки, и был налажен обмен коллекциями с зарубежными музеями. В таких условиях Менетриэ успел сделать много, прежде всего, по жукам и бабочкам. Он изучал фауны Европейской России и Сибири; опубликовал одну из первых работ по фауне Казахстана, на основании сборов известного путешественника Г. С. Карелина (прадеда поэта А.Блока по бабушке). Он обработал сборы А.Лемана, врача и натуралиста, посетившего в составе русского посольства тогда почти неизученные Хиву и Бухару и умершего на обратном пути из Средней Азии. Тем самым, закладывались основы знаний по энтомофауне этих областей и создавались коллекции, на которых покоились эти знания.
Чтобы в какой-то степени справляться с огромным объёмом технической работы и успевать вести исследования, Менетриэ стал прибегать к помощи небольшого кружка петербургских энтомологов-любителей (прежде всего коллекционеров бабочек и жуков). Они препарировали и этикетировали поступающих насекомых, а за это получали для своих коллекций дублетные экземпляры. Постепенно обнаружились теневые стороны этой деятельности — некоторые любители начали злоупотреблять доверием Менетриэ. Особенно отрицательную роль с начала 50-х годов стал играть В. И. Мочульский.
Полковник Генерального штаба, владелец огромной коллекции и автор многочисленных работ по систематике жуков, предложил Менетриэ определять и приводить в порядок коллекцию жесткокрылых. После этого, он начал распоряжаться в коллекции музея. Часто он уносил домой посылки с вновь поступившими материалами, брал себе наиболее интересные экземпляры, использовал дублеты для обмена и лишь остатки возвращал в музей. По его примеру, некоторые другие коллекционеры стали поступать так же с перепончатокрылыми, клопами и прочими группами.
Сам Менетриэ в конце жизни занимался главным образом бабочками, которые поэтому сохранились в Музее лучше, чем другие отряды насекомых. Когда в начале 1861 г. он умер, то его преемнику А. Ф. Моравицу и директору Музея Ф. Ф. Брандту было затруднительно навести порядок в коллекции и регламентировать для посторонних доступ и работу с ней. Отношения с Мочульским были полностью прерваны. Он перевез свою коллекцию в Москву, после его смерти она поступила в Зоологический музей Московского университета.
Кружок энтомологов-любителей, в центре которого стоял Менетриэ, сыграл положительную роль в развитии энтомологии в России. Он составил базовые знания для Русского Энтомологического общества (с 1930 по 1992 г. Всесоюзного).
Первый проект создания общества возник ещё в начале 1848 г., но как сказано в написанной к 50-летнему юбилею Общества (1910 г.) статье «По обстоятельствам того времени не только пришлось отложить надолго осуществление этой идеи, но и прекратить даже частные собрания».
Это произошло потому, что Николай I, напуганный революционным движением 1848 г. в Европе, стал бояться любых, даже сугубо научных обществ и собраний. Только после его смерти, при более либеральном Александре II, ходатайство об организации Общества было возобновлено при содействии княгини Елены Павловны — вдовы дяди царя, великого князя Михаила Павловича.
В 1859 разрешение было получено. Организационное собрание РЭО состоялось 25 февраля 1860. В большой служебной квартире коменданта Петропавловской крепости генерала К.Мандерштерна — его сын, полковник гвардии, был одним из организаторов общества. Присутствовало 30 человек, среди которых были академики Ф. Ф. Брандт, К. М. Бэр (избранный первым президентом РЭО) и А. Ф. Миддендорф — прославленный исследователь Сибири. Семеро из учредителей общества были офицерами. Тяжело больной Менетриэ на собрании присутствовать не мог. Через год, 10 апреля 1861, он скончался.
Скончался 22 (10) апреля 1861 года. Похоронен в Санкт-Петербурге на Смоленском лютеранском кладбище.

## Названы в честь Э. Менетрие
Бабочки
- Mellicta menetriesi Caradja, 1895—Нимфалиды—Mellicta
- Borearctia menetriesii Eversmann, 1846 (Медведица Менетрие)

Жуки
- Carabus menetriesi Hummel[англ.], 1827 (Жужелица Менетрие) — Жужелицы—Жужелицы (род)
- Lebia menetriesi Ballion, 1869 (Лебия Менетрие)—Жужелицы
- Phyllophaga menetriesi Blanchard, 1850—Пластинчатоусые—Phyllophaga
- Megathous menetriesi Reitter, 1890—Щелкуны—Cebrioninae
- Anadastus menetriesi Motschulsky, 1860—Languriidae
- Aphodius menetriesi Ménétriés, 1849—Aphodiinae
- Microdera menetriesi Fischer-Waldheim, 1844—Чернотелки
- Blaps menetriesi Kraatz, 1881—Чернотелки
- Bembidion menetriesi Kolen, 1845 (Бегунчик Менетрие)

## Список работ Э. Менетриэ
1. Observations sur quelques Lépidoptères du Brésil — Mém. Soc. Natur. Mosc., 1829, V, p. 81-96.
2. Catalogue de quelques Lépidoptères des Antilles avec la descriptions de plusieurs espèces nouvelles.- Bull. Soc. Nat. Mosc. 1834, V, p. 291—316.
3. Catalogue raisonné des objets de zoologie recueillis dans un voyage au Caucase et jusqu’aux frontières actuelles de la Perse.- St.-Petersburg, 1832, 272 p.p.
4. Notice sur quelques Lépidoptères des Antilles avec la descriptions de plusieurs espèces nouvelles.- Bull. Soc. Nat. Mosc., 1834, V, p. 113—134.
5. Monographie de la famille des Myiotherinae où sont décrites les espèces que ornent les Musées de l’Académie.- Mém. Acad. Sci. St.-Pétersb., VI Ser., t III. 1836, p. 443—543.
6. Insectes nouveaux de la Turquie.- Bull. Soc. Acad. Sci. St.-Pétersb., 1836, I, p. 180—182.
7. Sur quelques insectes de la Russie.- Bull. Soc. Acad. Sci. St.-Pétersb. 1836, I. 180—182.
8. Catalogue d’insectes recueillis entre Constantinople et les Balkans.- Mém. Acad. Sci. St.-Pétersb., 1837, VI ser., 5, p. 1-52.
9. Essai d’une monographie de genres Anacolus de la famille les Capricornes.- Mém. Acad. Sci. St.-Pétersb., 1838, VI ser., 5, p. 129—131; 1840, t. 9, p. 277—296.
10. Sur un nouveau genre de Lépidoptères nocturnes de la Russie (Axiopaena maura).- Bull. Soc. Acad. Sci. Nat. St.-Pétersb., 1842. IX, p. 40-43.
11. Monographie du genre Callisthenes.- Bull. Soc. Acad. Sci., cl. phys.- math. de St.-Pétersb. 1844, II, N 22, p. 381—351.
12. Sur un envoi de’Insectes de la côte Nord-Ouest d’Amérique.- Bull. Sci. phys.-math. Acad. St.-Pétersb. 1844, II, N 4, p. 49-64.
13. Cours d’histoire naturelle à l’usage des Institutions de demoiselle placées sous la Haute protection de Sa Majesté Impératrice. 1844, XX + 144 p.
14. Sur quelques papillons de Sibérie recueillis par M. Stubbendorf.- Bull. Sci. cl. phys.-math. de l’Acad. St.-Pétersb., 1847, V, N 17, 262—265.
15. Description des insectes recueillis par fen Lehmann. — Mém. Acad. Sci St.-Pétersb., 1848. VI, p. 217—319.
16. Catalogue des insectes recueillis par fen Lehmann. — Mém. Acad. Sci. St.-Pétersb., 1849. ser. VI, 8, p. 17-66.
17. Rapport sur l'état actuel du Musée Entomologique de l’Acad. Sci. Bull. cl. phys.-math. de l’Acad de St.-Pétersb. 1849, VII, p.
18. Lettre à M. Renard sur le genre Harpactus.- Bull. Soc. Nat. Mosc., 1851, XXIV, p. 366—368.
19. Insecten (Coleoptera, Lepidoptera, Orthoptera) Mittendorff’s Reise in Aussersten den Norden und Osten Siberiens.- St.-Petersb., Zool., II Bd., I Abth. 1851, p. 45-76.
20. Coléoptères recueillis dans la Mongolie Chinoise et aux environ de Pekin. in: Motschulsky. Etud. Entom. 1854, III p.
21. Description de deux nouvelles espèces de lépidoptères trouvées près de St.-Pétersbourg.- in: Motschulsky, Etud. Entom., 1856. V: 42-50.
22. Enumeratio corporum animalium Musei Imperialis academiae Scientiarum Petropolitanae. Elassis Insectis Ordo Lepidopterorum. Petropoli. Pars I, 1855, p. XV + 66 p.p., Pars II. 1857, p. 67-144.
23. Einige Worte uber die Hypothese der Kreuzung der Arten bei den Insecten.- Wien. Entom. Monatsschr., 1858, II: 193—200.
24. Anti-Kritik. Gegen Dr. Gerstackek. Kritik der Enumeratio corporum animalium etc… — Stettin. Entom. Ztg., 1858, XIX, S. 137—142.
25. Ueber gewisse Arten von Kritik entomologischer Werke.- Wien. Entom. Monatsschr., 1859, III, S. 1-8.
26. Lépidoptères de la Sibérie orientale et en particulier des rives de l’Amour.- в кн.: Dr. L.von Schrenk’s Reise und Forschungen in Amurlande, 1854—1856, Bd. 2 — Bull. cl. phys.- math. de l’Acad. Sci. St.-Pétersb. 1859, t. 17, p. 1-75.
27. Sur les lépidoptères de Lenkoran et de Talyche.- Bull. cl. phys.-math. de l’Acad Sci. St.-Pétersb., 1859, t. 17, p. 313—316.
28. Sur les lépidoptères du gouvernement de Jakoutzk.- Bull. cl. phys.-math. de l’Acad. Sci. St.-Pétersb. 1859, t. 17, p. 513—520.
29. Verzeichniss von Insecten aus der Gegend von Nachitschevan und dem nordlichen Persien.- Nouv. Mém. de la Soc. Nat. Mosc., 1859, XII, p. 247.
30. Lettre adressée à M. le premier Secrétaire de la Société des Natur. Moscou. Dr. Renaund.- Bull. Soc. Nat. Mosc., 1859, 32.
31. Enumeratio corporum animalium Musei imperii Academiae scientiarum Petropolitaene. Clasis insectis. Ordo Lepidopterorum. Pars III — Descriptions de nouvelles espèces des lépidoptères de la collection de l’Academie St.-Pétersb. 1863, p. 145—161.